# Jacob Palis

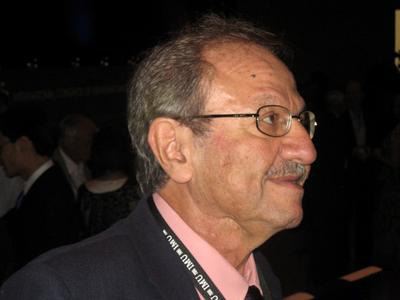
Jacob Palis

Jacob Palis, Jr. (* 15. März 1940 in Uberaba, Minas Gerais; † 7. Mai 2025 in Rio de Janeiro) war ein brasilianischer Mathematiker und Hochschullehrer.

## Biografie
Nach dem Schulbesuch studierte er an der University of California, Berkeley und erwarb 1968 einen Philosophiae Doctor (Ph.D.) bei Stephen Smale mit einer Dissertation zum Thema On Morse-Smale Diffeomorphisms. Nach seiner Rückkehr nach Brasilien wurde er 1973 Professor am Nationalinstitut für reine und angewandte Mathematik (Instituto Nacional de Matemática Pura e Aplicada) in Rio de Janeiro, dessen Direktor er zwischen 1993 und 2003 war. Als Hochschullehrer war er daneben Doktorvater von mehr als vierzig Doktoranden. Als Wissenschaftler befasste er sich insbesondere mit Fragen der Dynamischen Systeme, Differentialgleichungen, Metastabilität, Bifurkation, Attraktoren und der Chaosforschung.
Zwischen 1999 und 2002 war er außerdem Präsident der Internationalen Mathematischen Union. Danach wurde er 2004 zunächst Generalsekretär und schließlich 2006 Präsident der Academy of Sciences for the Developing World, der ehemaligen Third World Academy of Sciences (TWAS).
Für seine wissenschaftlichen Verdienste wurde er mehrfach ausgezeichnet und war nicht nur Mitglied der Brasilianischen Akademie der Wissenschaften, der National Academy of Sciences, der Académie des sciences, der Russischen Akademie der Wissenschaften, der Norwegischen Akademie der Wissenschaften und der Leopoldina, sondern ab 2005 auch Ritter der Ehrenlegion. 1978 war er Invited Speaker auf dem Internationalen Mathematikerkongress in Helsinki (Moduli of stability and bifurcation theory). Daneben erhielt er die Preise der Universitäten von Brasilien (1962), Moinho Santista (1976), der TWAS (1994) sowie den Interamerikanischen Wissenschaftspreis (1994). 1994 wurde ihm das Großkreuz des Ordem Nacional do Mérito Científico (Brasilien) verliehen.  2003/04 war er im ersten Abel-Preis-Komitee.
Im September 2010 wurde Palis „für seine grundlegenden Beiträge im Bereich der mathematischen Theorie dynamischer Systeme“ mit dem Balzan-Preis geehrt. In der Preisbegründung hieß es ferner, dass „er im Laufe seiner Karriere entscheidende Beiträge zur Theorie der Differentialgleichungen und dynamischen Systeme geliefert hat, die die Grundlage für zahlreiche Anwendungen in den unterschiedlichsten wissenschaftlichen Disziplinen waren. Seit der Erforschung chemischer Oszillatoren und Paul Schusters Analysen von Modellen der präbiotischen Evolution wird die Theorie dynamischer Systeme auch in der Chemie angewandt.“
Zu seinen Doktoranden gehören Welington de Melo, Marcelo Viana, Enrique Pujals und Ricardo Mañé.

## Veröffentlichungen
Palis, dessen Erdős-Zahl „3“ ist, veröffentlichte im Laufe seiner wissenschaftlichen Laufbahn zahlreiche Fachaufsätze und Fachbücher.

### Fachaufsätze
- On Morse-Smale Dynamical Systems, Topology 19, 1969, S. 385–405.
- mit Stephen Smale Structural Stability Theorems, Proceedings of the Institute on Global Analysis, American Math. Society, Vol. XIV, 1970, S. 223–232.
- mit Sheldon Newhouse Cycles and Bifurcations Theory, Asterisque 31, Societe Mathematique de France, 1976, S. 44–140.
- mit C. Camacho, Nicolaas Kuiper: The Topology of Holomorphic Flows near a Singularity, Publications Math.Institut Hautes Etudes Scientifiques 48, 1978, 5–38.
- Moduli of Stability and Bifurcation Theory, Proceedings of the International Congress of Mathematicians, Helsinki, 1978, S. 835–839.
- mit Floris Takens Stability of Parameterized Families of Gradient Vector Fields, Annals of Mathematics 118, 1983, S. 383–421.
- mit Takens Cycles and Measure of Bifurcation Sets for Two-Dimensional Diffeomorphisms, Inventiones Mathematicae 82, 1985, S. 397–422.
- Homoclinic Orbits, Hyperbolic Dynamic and Fractional Dimensions of Cantor Sets, (Lefschetz Centennial Conference) Contemporary Mathematics - American Mathematical Society, 58, 1987, S. 203–216.
- mit Takens Hyperbolicity and Creation of Homoclinic Orbits, Annals of Mathematics 125, 1987, S. 337–374.
- On the C1 Omega-Stability Conjecture, Publications Math. Institut Hautes Etudes Scientifiques, 66, 1988, S. 210–215.
- mit M. J. Carneiro Bifurcations and Global Stability of Two-Parameter Families of Gradient Vector Fields, Publications Math. Institut Hautes Etudes Scientifiques 70, 1990, S. 103–168.
- mit Jean-Christophe Yoccoz Homoclinic Tangencies for Hyperbolic Sets of Large Hausdorff Dimension, Acta Mathematica 172, 1994, S. 91–136
- mit Marcelo Viana High Dimension Diffeomorphisms Displaying Infinitely Many Sinks, Annals of Mathematics 140, 1994, S. 207–250
- A Global View of Dynamics and a Conjecture on the Denseness of Finitude of Attractors, Astérisque, Band 261, 2000, S. 339–351
- mit C. Moreira, M. Viana Homoclinic tangencies and fractal invariants in arbitrary dimension, C R Ac Sc Paris., 2001.
- mit Yoccoz Nonuniformily hyperbolic horseshoes unleashed by homoclinic bifurcations and zero density of attractors, C R Ac Sc Paris., 2001.
- mit Yoccoz: Non-uniformily hyperbolic horseshoes arising from bifurcations of Poincaré heteroclinic cycles, Pub. Math. IHES, Band 110, 2009, S. 1–217

### Fachbücher
- mit W. de Melo Geometric Theory of Dynamical Systems, Springer-Verlag, 1982.
- mit Takens Hyperbolicity and Sensitive-Chaotic Dynamics at Homoclinic Bifurcations, Fractal Dimensions and Infinitely Many Attractors, Cambridge University Press, 1993; Zweite Auflage, 1994.